# Venon (Isère)
Venon is een gemeente in het Franse departement Isère (regio Auvergne-Rhône-Alpes) en telt 677 inwoners (1999). De plaats maakt deel uit van het arrondissement Grenoble.

## Geografie
De oppervlakte van Venon bedraagt 4,3 km², de bevolkingsdichtheid is 157,4 inwoners per km².
De onderstaande kaart toont de ligging van Venon (Isère) met de belangrijkste infrastructuur en aangrenzende gemeenten.

## Demografie
Onderstaande figuur toont het verloop van het inwonertal (bron: INSEE-tellingen).

## Externe links

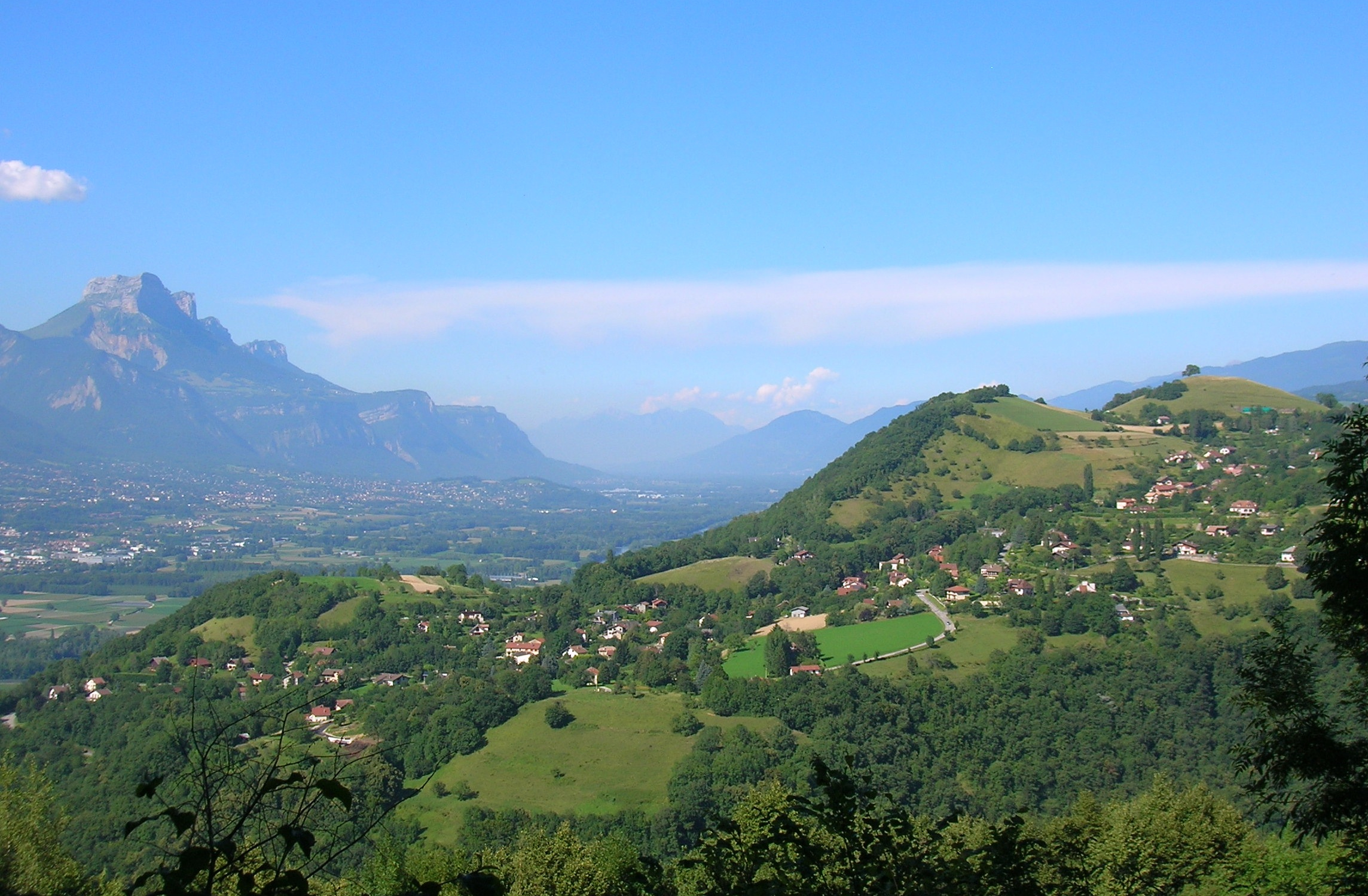
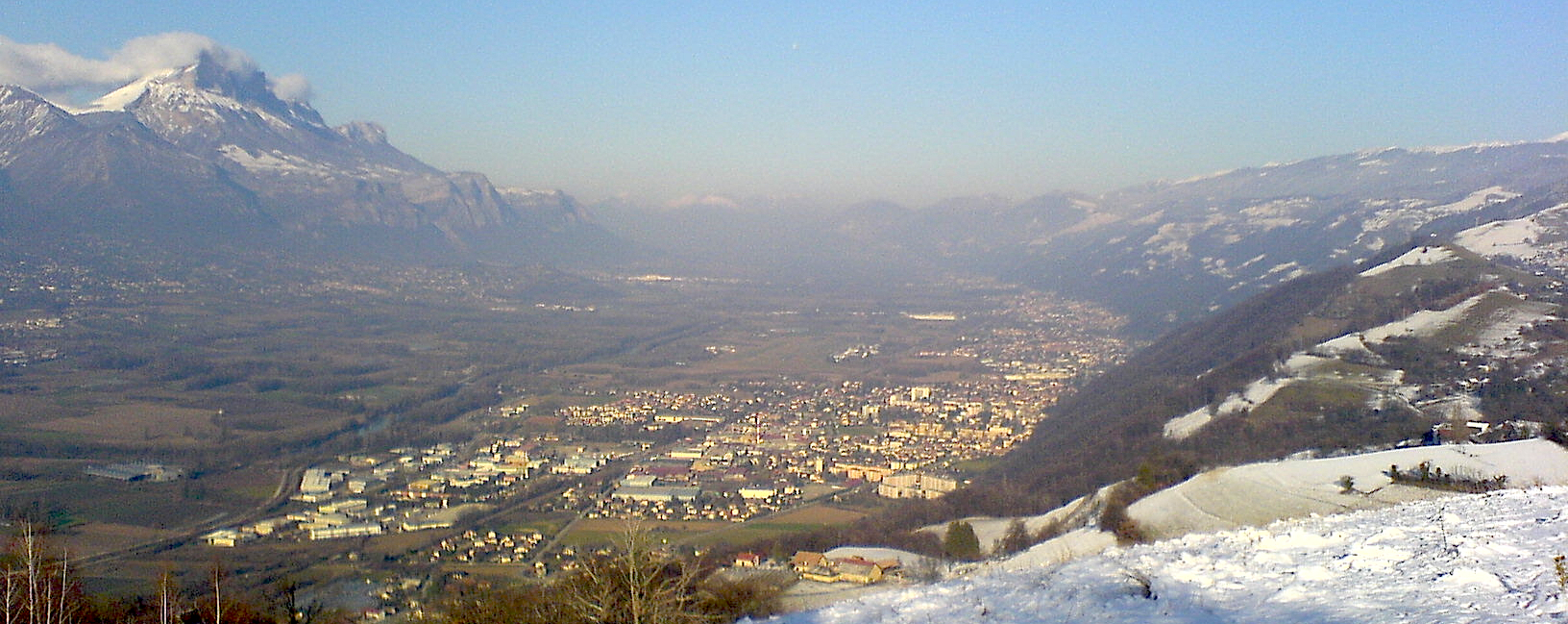
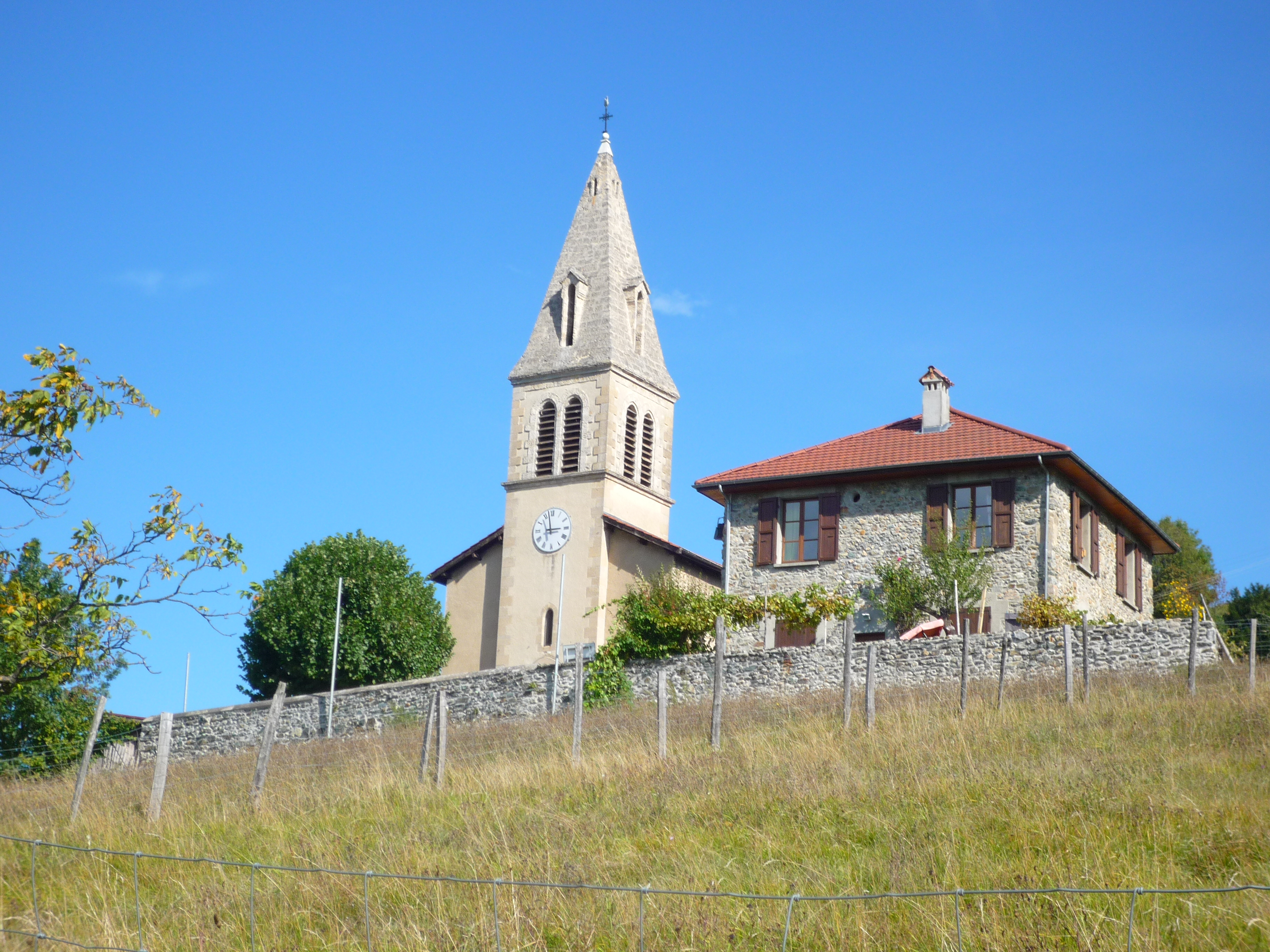
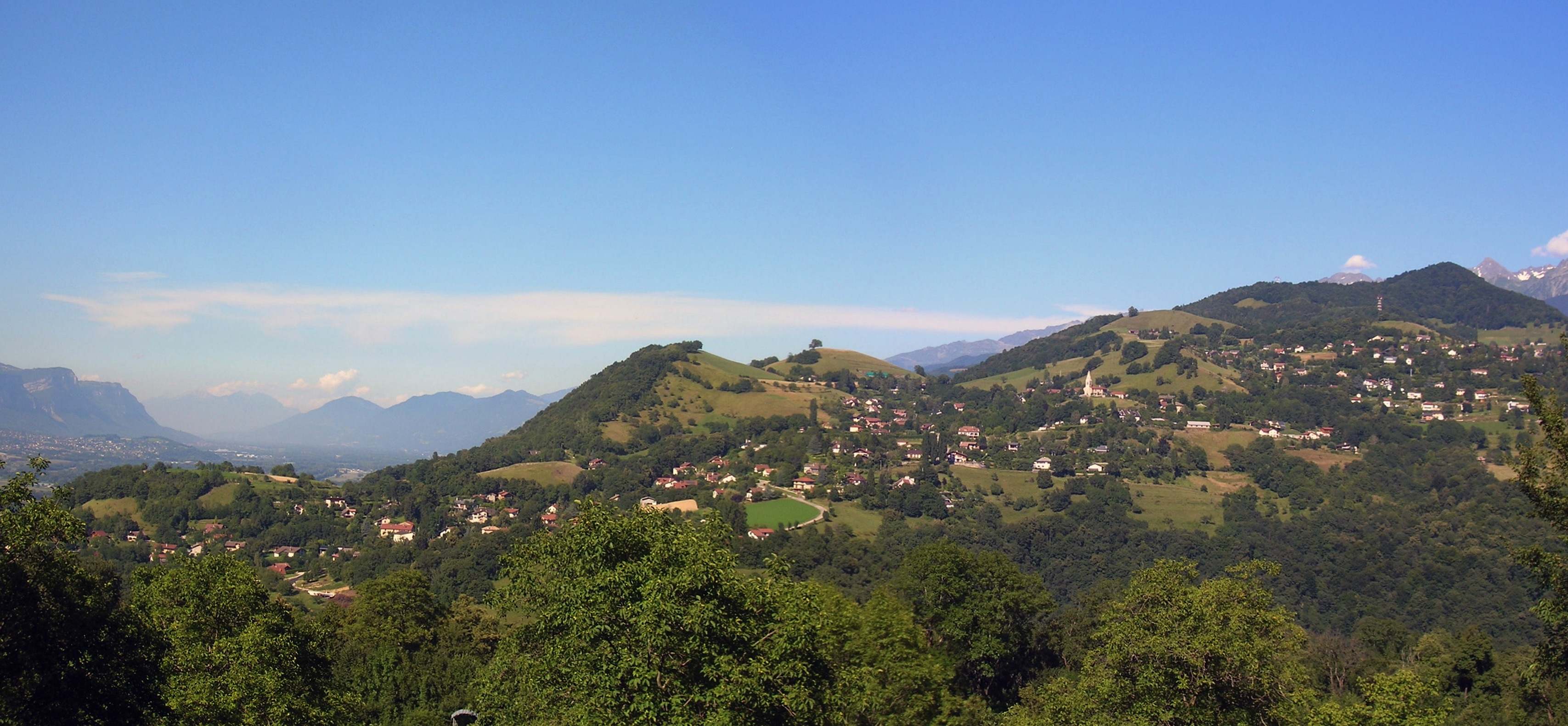